# Фркашич
44°41′ пн. ш. 15°49′ сх. д. / 44.69° пн. ш. 15.81° сх. д.
Фркашич (хорв. Frkašić) — населений пункт у Хорватії, в Лицько-Сенській жупанії у складі громади Удбина.

## Населення
Населення за даними перепису 2011 року становило 33 осіб.
Динаміка чисельності населення поселення:

## Клімат
Середня річна температура становить 7,52 °C, середня максимальна – 21,60 °C, а середня мінімальна – -8,29 °C. Середня річна кількість опадів – 1338 мм.
| Клімат поселення                              | Клімат поселення | Клімат поселення | Клімат поселення | Клімат поселення | Клімат поселення | Клімат поселення | Клімат поселення | Клімат поселення | Клімат поселення | Клімат поселення | Клімат поселення | Клімат поселення | Клімат поселення |
| Показник                                      | Січ.             | Лют.             | Бер.             | Квіт.            | Трав.            | Черв.            | Лип.             | Серп.            | Вер.             | Жовт.            | Лист.            | Груд.            |                  |
| Середній максимум, °C                         | 4,89             | 5,97             | 9,06             | 13,07            | 18,08            | 21,38            | 21,60            | 21,23            | 17,22            | 12,85            | 7,56             | 3,69             |                  |
| Середня температура, °C                       | −1,7             | −0,62            | 2,47             | 6,47             | 11,50            | 14,78            | 17,14            | 16,78            | 12,76            | 8,40             | 3,10             | −0,76            |                  |
| Середній мінімум, °C                          | −8,29            | −7,21            | −4,13            | −0,12            | 4,90             | 8,19             | 12,68            | 12,32            | 8,31             | 3,92             | −1,37            | −5,22            |                  |
| Норма опадів, мм                              | 93               | 96               | 102              | 115              | 103              | 105              | 80               | 91               | 124              | 138              | 161              | 130              |                  |
| Середньомісячна швидкість вітру, м/с          | 2.14             | 2.24             | 2.47             | 2.40             | 2.22             | 1.96             | 1.92             | 1.82             | 1.92             | 2.08             | 2.26             | 2.35             |                  |
| Середньомісячна сонячна радіація, кДж/м²·день | 4623             | 7360             | 10809            | 15219            | 19215            | 21232            | 22907            | 19828            | 14707            | 9543             | 5096             | 3933             |                  |
| --------------------------------------------- | ---------------- | ---------------- | ---------------- | ---------------- | ---------------- | ---------------- | ---------------- | ---------------- | ---------------- | ---------------- | ---------------- | ---------------- | ---------------- |
| Джерело:                                      |                  |                  |                  |                  |                  |                  |                  |                  |                  |                  |                  |                  |                  |